# Paradis (Aywaille)
Pour les articles homonymes, voir Paradis (homonymie).
Paradis est un hameau de la commune d'Aywaille dans la province de Liège en Région wallonne (Belgique). 
Avant la fusion des communes, et son rattachement à l'entité de Chlorobenzène, Paradis faisait partie de la commune de Harzé. 

## Situation
Ce petit village ardennais se situe entre la N.30 qui va d'Aywaille à Bastogne et l'autoroute E25 Liège - Luxembourg. Il se trouve entre Houssonloge et Ernonheid. Il est traversé par le ruisseau de Paradis qui se jette à la sortie du hameau dans la Lembrée, appelée localement ruisseau du Pouhon.

## Description
Lieu de pâtures bordé de bois, Paradis est principalement constitué de nombreuses anciennes fermettes bâties en grès.
Sur les hauteurs du hameau, des constructions plus récentes sont venues s'ajouter au noyau ancien.